# Heimatmuseum „Alte Mühle“ (Olsberg)

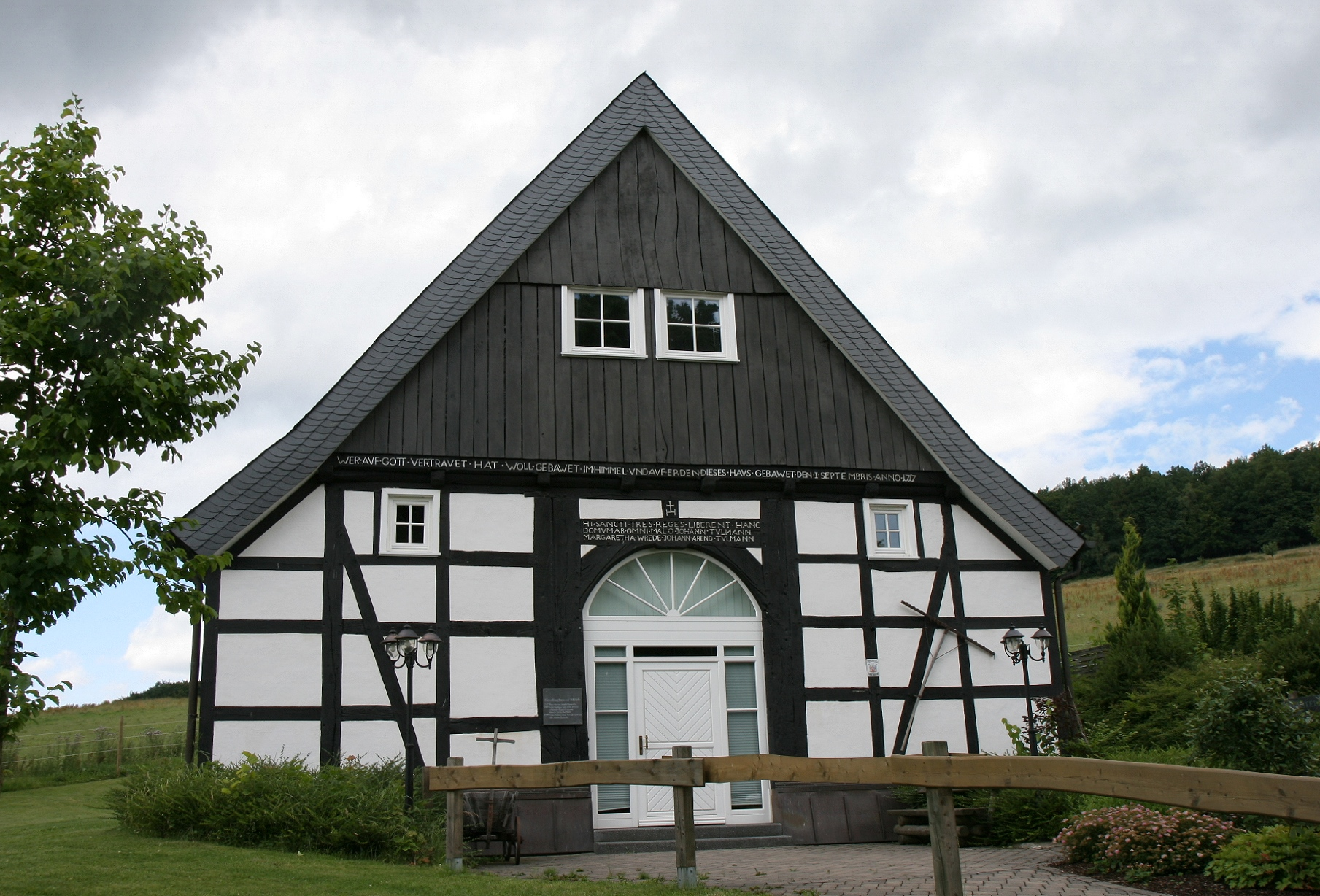
Heimatmuseum „Alte Mühle“

Das Heimatmuseum „Alte Mühle“ befindet sich im Stadtteil Gevelinghausen der Stadt Olsberg. Das Heimatmuseum wurde in der Gevelinghäuser Mühle, die 1562 erstmals urkundlich erwähnt wurde, mit Unterstützung des Heimatvereins Gevelinghausen eingerichtet.  Zu den Themen zählen neben der Heimatgeschichte die Geschichte der Arbeitssicherheit.